# Ancylobothrys capensis
Ancylobothrys capensis là một loài thực vật có hoa trong họ La bố ma. Loài này được (Oliv.) Pichon mô tả khoa học đầu tiên năm 1953.

## Hình ảnh

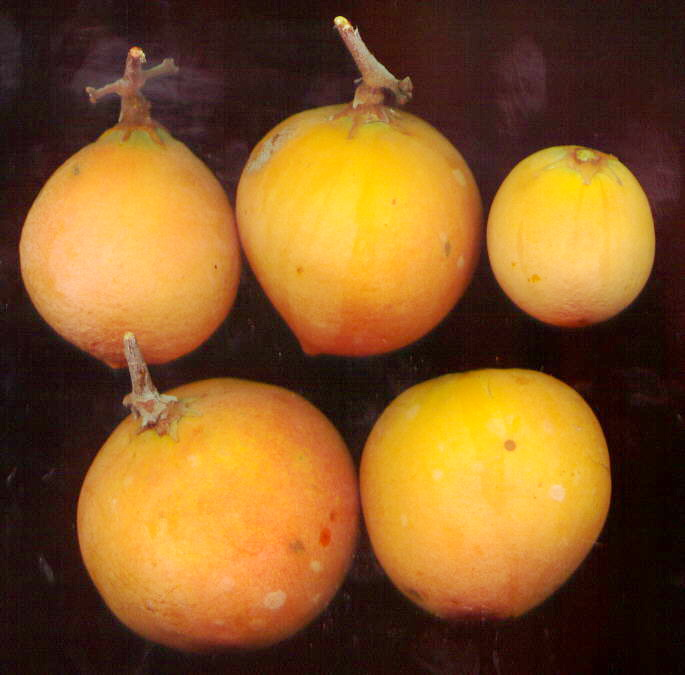
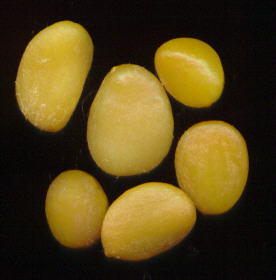